# Acaena anserinifolia
Acaena anserinifolia é uma espécie de rosácea do gênero Acaena, pertencente à família Rosaceae.